# 波爾科五世
波爾科五世（波蘭語：Bolko V Husyta，約1400年—1460年5月29日），斯切爾采公爵、涅莫德林公爵，波爾科四世的長子，1450年至1460年在位。
1428年，胡斯派入侵西里西亞。為避免造成領地的破壞，波爾科五世對胡斯派表示歡迎。1450年，其叔父涅莫德林的伯納德將其領地給了波爾科五世。1460年波爾科五世去世，由弟弟米科瓦伊一世繼承。